# Nima Milășelului, Mureș

Nima Milășelului este un sat în comuna Crăiești din județul Mureș, Transilvania, România. Se află în partea de vest a județului,  în Câmpia Transilvaniei.